# Vietnam - Rejsen til Det gyldne Hav
|  | Denne artikel er oprettet af botten PalnaBot ud fra en ekstern database. Den kan derfor have sproglige fejl eller mangler. Denne skabelon kan fjernes efter kontrol af indholdet. |

Vietnam - Rejsen til det gyldne hav er en dokumentarfilm instrueret af Dorte Laumann efter manuskript af Bjarne Reuter.

## Handling
For mange år siden ved det store kinesiske hav levede der en mand ved navn Tang, sådan starter historien om drengen Ling, fortalt af Niels Hausgaard. Lings familie lever stadig af bedstefar Tangs båd, nu i byen Hué. I tre afsnit følger filmen nogle vigtige dage i Lings liv og skildrer hermed et stykke hverdagsliv i dagens Vietnam. Ling lærer den pige at kende, han længe har beundret på afstand, og får bedstefar med på den lange rejse tilbage til Det gyldne Ocean.